# Château des Gringuenières
Le château des Gringuenières est un château construit dès le début du XVIe siècle sur la commune de La Chapelle-d'Aligné dans le département de la Sarthe. Il est en partie inscrit au titre des monuments historiques.

## Histoire
La partie centrale du château actuel fut bâtie dès le début du XVIe siècle. De nouveaux bâtiments sont ajoutés aux XVIIe et XVIIIe siècles.

## Architecture
Le logis se compose d'un corps central flanqué de deux gros pavillons latéraux, donnant à l'ensemble une forme en « H ». Un second corps, placé à l'arrière, entre les branches du « H », est ajouté à la fin du XVIIe siècle.

## Protections
Les façades et toitures du bâtiment principal, ainsi que le décor du salon et l'escalier font l'objet d'une inscription aux monuments historiques depuis le 14 juin 1994.